# Забърдо
За̀бърдо (старо име: Чукуркьой) е село в Южна България. Намира се в община Чепеларе, област Смолян.

## География
Село Забърдо се намира в планински район. Селото е разположено терасовидно по двата бряга на Забърдска река на 1250 м.н.в. На 10 км от Забърдо се намира природният феномен Чудните мостове – два скални моста. В околностите на селото има множество пещери, всяка със своя история.
Забърдо е село в Южен централен регион на България и е част от община Чепеларе, област Смолян. Селището е много старо, има доказателства, че е съществувало още през 4 – 5 век след Хр. Доказателство за това са тракийско селище и разрушената крепост Заград. Близо до Забърдо се намира и много добре съхранен римски път. В пещерата Челевещница са намерени скелет на пещерна мечка, броня на римски воин, както и неговото въоръжение.
Основен поминък тук е земеделието и животновъдството, като все по-голям дял заема и туризмът. Районът около Забърдо е благоприятен за най-разнообразен лов.
На 10 км от Забърдо се намира природният феномен Чудните мостове (Еркюприя) – два мраморни скални моста. Името идва от „ер“ (тур. – земя) и „кюприя“ – мост, т.е. естествен скален мост. Смята се, че са се образували при срутване на някогашна пещера, образувана в протерозойски мрамори от водите на малката река Дълбоко дере, навярно при земетресение. Водите отнесли част от падналите материали и образували един до друг два мраморни моста. Между двата все още има огромни каменни блокове, които заемат речното корито.
Първият е дълъг 96 м, ширината му варира от 7 до 45 м, а височината от 14 до 43 м. Започва с 3 отвора, различни по големина, а завършва с един. Смята се за най-високия пещерен отвор в България. По него (дебелина 10 – 15 м) минава пътеката от село Орехово за село Забърдо.
Вторият мост, който е на 200 м под първия, е по-дълъг и по-тесен, трудно достъпен за турист без екипировка и опитен водач. Дълъг е около 60 м. Започва с широк отвор, който постепенно се стеснява и се превръща накрая в обикновена цепнатина.
Малко преди втория мост е входът на Ледената пещера, в която до късно лято се запазва лед. Зад моста водата пропада в карстов понор и изчезва в земята, за да се появи на 1,5 км по-ниско. Надолу от втория мост е клисура. Сред нея високо на левия бряг на реката е входът на Голямата пещера, в която са намерени отломки от древна керамика (V – VI век пр.н.е.).

## История
Според османски списък на селищата и немюсюлманските семейства в тях, предвид облагането им с джизие от 8 ноември 1635 година, броят на немюсюлманските семейства в Забърдо е 135.
По голямата част от основателите на селището Чепеларе са преселници от село Забърдо, където в началото на 1729 г. тринадесет души от Забърдо и трима преселници от други населени места закупуват общо 16 дяла от имот, представляващ планината Хаджиица с владало (тапия), издадено от турския ефкаф (нотариус), намиращ се в Пловдив, при което след това те се заселват постоянно в землището и оттогава Чепеларе става същинско постоянно заселище като населено място с различни махали – „Горната махала“, „Долната махала“, „Шабановската махала“, „Сивковската махала“ и други. Единият от упълномощените представители за продажба на планината „Хаджиица“ е хаджи Юмер от село Чепели, Гюмюрджинска каза, продал част от дяловете на съпритежателите за 800 гроша. Според изследванията и справките на Васил Дечев, писател и изследовател на Родопите от 1728 до 1750 г. в с. Чепеларе имало 19 семейства, 14 семейства преселени от село Забърдо и 5, които заедно със семейството на преселените там местни управници Исеин бей и Мехмед Кьорходжа, съставлявали около 100 жители.
Според преброяването на населението в Царство България през 1910 г. към 31 декември същата година в Забърдо (Чукуркьой) живеят 1181 души, от които 172 български и 41 мохамедански семейства – повечето от тези мохамедани се изселват в Турция през Междусъюзническата война.
В началото на XX век селото има предимно помашко население и остава изолирано, след като повечето помаци от съседните села се изселват от страната. По време на Балканската война, както много помаци в Родопите, жителите на селото са покръстени, но впоследствие се връщат към традиционната си религия. В края на 50-те години, още преди началото на Възродителния процес, хората от Забърдо доброволно се отказват от мюсюлманските си имена. През 70-те години джамията е изоставена и по-късно е разрушена, а през 2003 г. на входа на селото е осветен малък параклис.

## Културни и природни забележителности
В близост до село Забърдо се намира една от най-големите природни забележителности в България, а именно Скалните мостове (наричани „Чудни мостове“). Това са скални образувания във вид на мост с изключително големи размери. Непосредствено до мостовете има построена хижа още от тридесетте години на XX век.

## Религия
Жителите на селото са християни има и малък брой българи мюсюлмани. Създадено е църковно настоятелство „Св. Георги победоносец“ което с дарения е набрало над половината сума за изграждане на голяма църква на селището.

## Обществени институции
- Кметство село Забърдо;
- Забърдовското училище има дълга история – от 1860 година е килийно, а от 1907 година – основно училище село Забърдо;
- Народно читалище село Забърдо.

На 19 май 2014 г. селото, като кметство в община Чепеларе, приема свой герб. Той е разработен по инициатива на местни родолюбци от арх. Миломир Богданов.

## Редовни събития
Всяка година на 14 март се организира кукерски празник, с който забърдовци изпращат зимата и посрещат пролетта. На 'Марта', както се нарича празника има кукери, които пъдят лошите сили и се молят за плодородие и берекет.
Общоселският събор се организира през август. На него по традиция имат възможност да се срещнат роднини и приятели, откъснали се от селския живот.

## Известни личности
Родени в Забърдо
- Филип Ишпеков (1929 – 2020), политик